# Frankenforst (Lückerath)
Frankenforst war ein Ortsteil im heutigen Stadtteil Lückerath der Stadt Bergisch Gladbach  im Rheinisch-Bergischen Kreis. Der Name geht auf das umgebende Waldgebiet Frankenforst zurück, der als Bannforst wiederum jagdlich durch die früheren Könige der Franken genutzt wurde.
Ebenso nach dem Waldgebiet ist der heutige Stadtteil Frankenforst, der wesentlich später  weiter südöstlich entstanden ist, benannt.

## Lage und Beschreibung
Die Ortschaft Frankenforst lag südlich des Ortskerns von Lückerath und östlich der Bahnstrecke Köln-Mülheim-Lindlar. Heute befinden sich dort die Hans-Böckler-Straße und die Graf-von-Spee-Straße.

## Geschichte
Der Ort ist auf der Topographischen Aufnahme der Rheinlande von 1824 als Frankenforst verzeichnet. Ab der Preußischen Neuaufnahme von 1892 ist er auf Messtischblättern regelmäßig bis 1941 als Frankenforst oder ohne Namen verzeichnet. Später, nach dem Zweiten Weltkrieg,  wurde das gesamte umgebende Gebiet neu bebaut und vollständig erschlossen. Von der ursprünglichen Bebauung ist nichts erhalten.
Frankenforst gehörte zur Bürgermeisterei Bensberg und konfessionell zur Pfarre Bensberg. Aufgrund des Köln-Gesetzes wurde die Stadt Bensberg mit Wirkung zum 1. Januar 1975 mit Bergisch Gladbach zur Stadt Bergisch Gladbach zusammengeschlossen. Dabei wurde auch das Gebiet von Frankenforst Teil von Bergisch Gladbach. 
| Jahr | Einwohner | Wohngebäude | Kategorie    |
| ---- | --------- | ----------- | ------------ |
| 1822 | 4         |             | Bauerngut    |
| 1830 | 6         |             | Bauerngut    |
| 1845 | 7         | 1           | Bauergütchen |
| 1871 | 13        | 2           | Hofstelle    |
| 1885 | 26        | 3           | Ortschaft    |
| 1895 | 22        | 3           | Ortschaft    |
| 1905 | 53        | 7           | Ortschaft    |